# Bruciana
Bruciana is een geslacht van kreeftachtigen uit de klasse van de Malacostraca (hogere kreeftachtigen).

## Soort
- Bruciana pediger (Alcock, 1898)